# 圣瓦莱里安 (旺代省)
圣瓦莱里安（法語：Saint-Valérien，法語發音：[sɛ̃ valeʁjɛ̃]）是法国旺代省的一个市镇，属于丰特奈勒孔特区。

## 地理
圣瓦莱里安（46°31'41"N, 0°56'21"W）面积14.3 平方千米，位于法国卢瓦尔河地区大区旺代省，该省份为法国西部沿海省份，北起大西洋卢瓦尔省和曼恩-卢瓦尔省，西临大西洋，南至滨海夏朗德省，东部及东南部与德塞夫勒省接壤。
与圣瓦莱里安接壤的市镇（或旧市镇、城区）包括：拉沙佩勒泰梅尔、莱默诺、普耶、圣艾蒂安德布里卢埃、圣洛朗德拉萨勒、圣马丹德方丹、蒂雷。

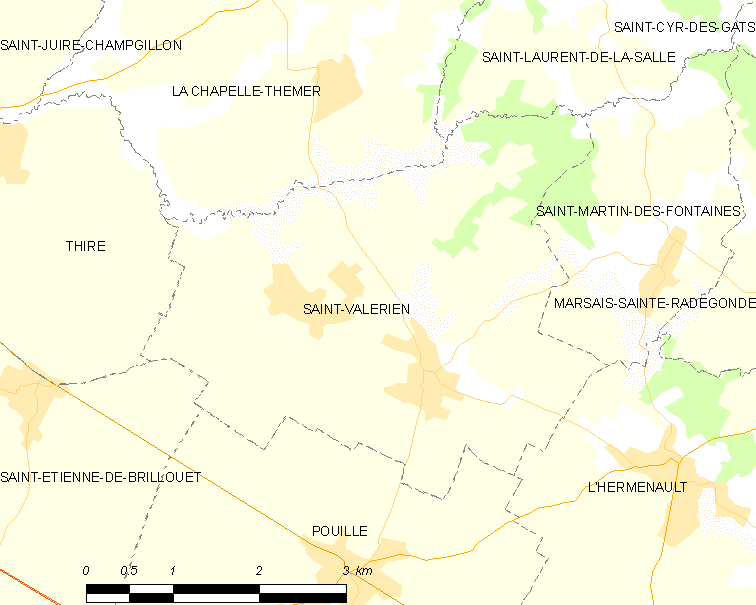
的OSM定位图

圣瓦莱里安的时区为UTC+01:00、UTC+02:00（夏令时）。

## 行政
圣瓦莱里安的邮政编码为85570，INSEE市镇编码为85274。

## 政治
圣瓦莱里安所属的省级选区为拉沙泰涅赖县。

## 人口

1962-2008年间人口变化图示

圣瓦莱里安于2022年1月1日时的人口数量为549人。